# Capoeira

Au

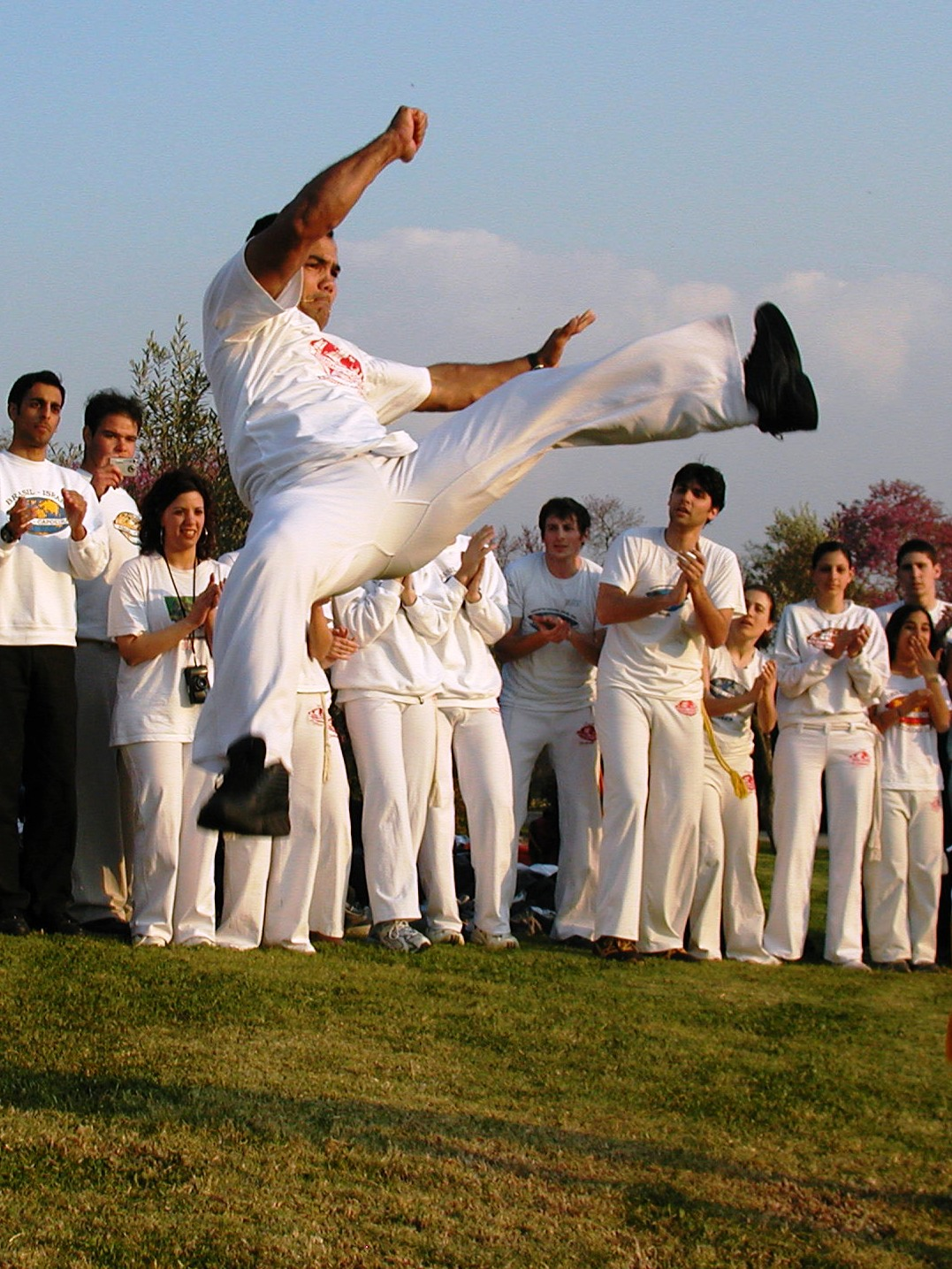
Parafuso

Capoeira – brazylijska sztuka walki, której formy są rytmiczne, akrobatyczne i skupiają się na kopnięciach. Ruchy capoeira są bardzo płynne i rytmiczne. Z Brazylii, a więc z języka portugalskiego, pochodzą słownictwo i teksty piosenek.

## Wstęp
Capoeira została stworzona w XVIII i XIX wieku przez niewolników w Brazylii (największe skupiska: Salwador, Rio de Janeiro), dla których stała się sposobem na manifestowanie odrębności kulturowej, ale także zabawą pozwalającą zapomnieć o codziennej niedoli. Wywodzi się z rytualnych tańców plemion afrykańskich, łącząc w sobie ich rytmy, charakterystyczne pozycje (zwłaszcza capoeira angola) zawiera też wiele cech kulturowych charakterystycznych dla Indian południowoamerykańskich. Nowoczesna, zmodernizowana (modernizację tę zapoczątkowali Mestre Bimba oraz grupa Senzala) capoeira zawiera wiele elementów realnej walki i samoobrony, akrobatyczne ewolucje, kopnięcia oraz obalenia. Zawiera wiele kopnięć obrotowych w porównaniu do innych sztuk walki.
Capoeira spośród innych sztuk walki wyróżnia się dynamizmem i taneczną płynnością. Niewiele jest statycznych pozycji, dużo natomiast zamaszystych kopnięć i podcięć. Ciosy przeciwnika blokuje się bardzo rzadko, zamiast tego capoeira oferuje wiele uników i przejść.

## Roda (krąg)
Z capoeirą nieodłącznie wiąże się rytuał roda (wym. hoda, z port. krąg, koło). Capoeiristas tworzą zamknięty krąg, którego głównym elementem jest orkiestra – bateria. Gracze parami wchodzą do kręgu, by tam prowadzić symulowaną walkę – jogo, która niejednokrotnie przeradza się w realną agresywną walkę (Jogo duro). Pozostali w tym czasie muzyką i śpiewem nadają całości energię – axé.
Podstawowym instrumentem używanym w rodzie jest berimbau (wym. birimbau), którego rytm nadaje zarazem rytm grze prowadzonej przez graczy (gra może być spokojna, płynna i opierająca się na zaskoczeniu przeciwnika zamarkowanymi atakami i unikami lub szybka, dynamiczna i oparta na efektownych ewolucjach). Pozostałe instrumenty wchodzące w skład baterii to: atabaque, pandeiro, agogo, reco-reco, Pau de Chuva (Deszczowy Kij).
Roda została wpisana na Listę Kulturowego Dziedzictwa UNESCO w 2014 roku.

## Ginga
Najważniejszy ruch w capoeira. To on nadaje tej sztuce charakter tańca. Ginga jest także bazą do wykonywania ataków oraz uników. Istotą tego ruchu są płynność i dynamika, co utrudnia trafienie przez przeciwnika.

## Style

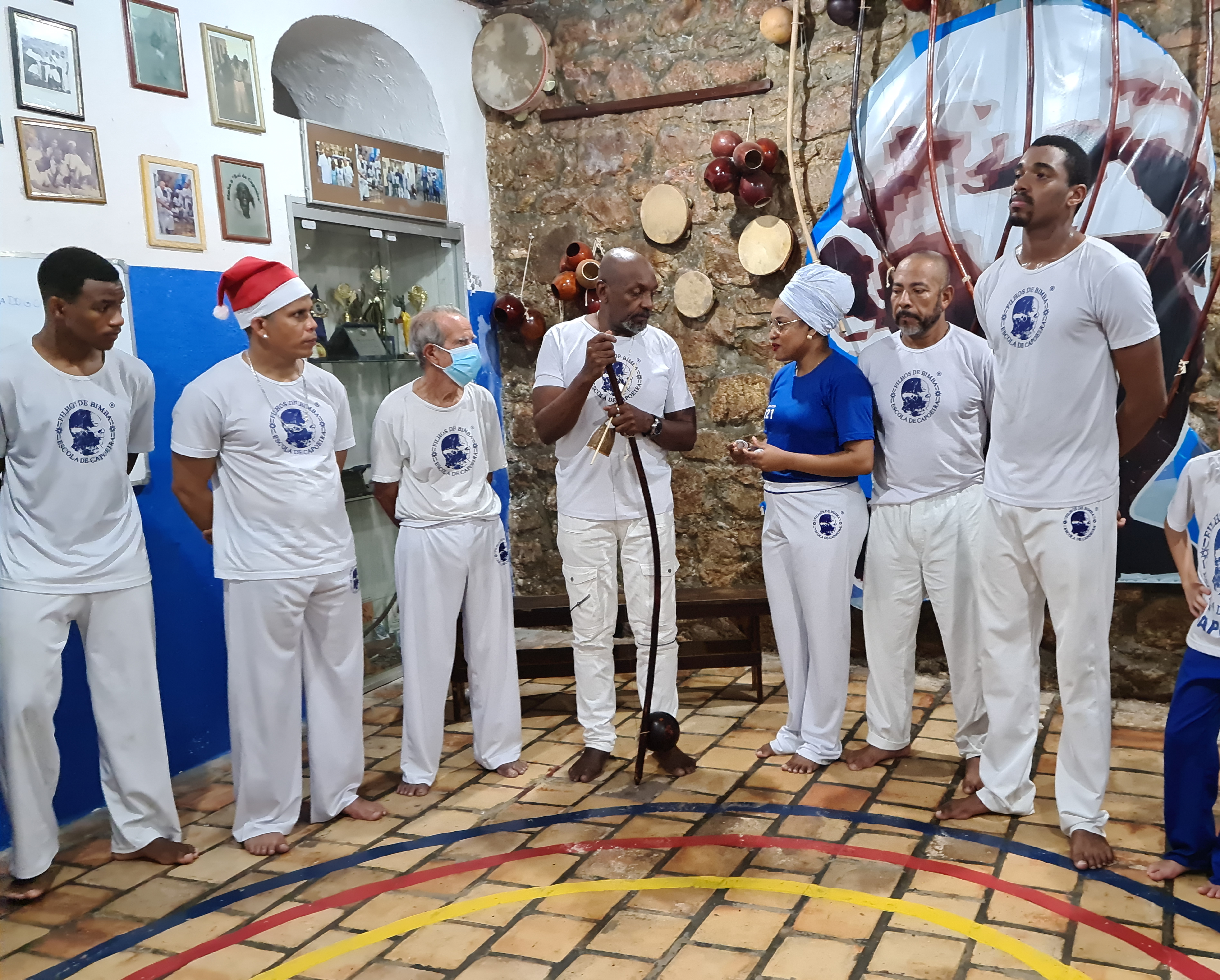
Grupa Mestre Bimba w 2022 roku

Najpopularniejszymi stylami capoeiry są:
- capoeira regional – stworzona przez Mestre Bimba (1900–1974). Szybka i dynamiczna, bardziej praktyczna w zastosowaniu do walki. Ze względu na widowiskowość, jest dzisiaj popularniejsza od angoli.
- capoeira angola – tradycyjna forma, zawiera mniej elementów charakterystycznych dla sztuk walki, jest bardziej nastawiona na grę, współpracę, taniec. Wykreowana została w XX wieku przez Mestre Pastinha (1889–1981) w celu zachowania/przywrócenia tradycyjnych elementów capoeiry i była swego rodzaju odpowiedzią na stworzenie capoeira regional przez Mestre Bimba.
- capoeira contemporanea lub capoeira moderna – współczesna capoeira, która czerpie z tradycji regional oraz angola, wykorzystując różnorodne techniki i sposoby trenowania, nazywana również capoeira atual, ale zmodernizowana, nowoczesna.
- capoeira carioca – był to pierwszy sformalizowany styl w capoeira. Zrezygnowano w niej z muzyki i śpiewu, postawiono zaś na brutalność i skuteczność. Kopnięcia celowały w kolana i tułów, wprowadzono ciosy rękoma w twarz (m.in. oczy). Carioki używały w czasie przestępstw gangi, przez co była źle kojarzona i traciła na popularności. W 1907 napisany został podręcznik uczący tej sztuki. Po śmierci Sinhozinho, który był ostatnim nauczycielem tego stylu, carioca przestała być nauczana, ponieważ nie było komu kontynuować jego pracy i styl zanikł bezpowrotnie.

## Batizado (pol. Chrzest)
W capoeira regional i moderna pierwsze Batizado jest to najważniejsze wydarzenie w życiu każdego capoeiristy. Wprowadza go do świata capoeira i do społeczności grupy, w której ćwiczy. Nadaje stopień wtajemniczenia, który określany jest kolorem sznura (cordao/corda) przyznawanego po pojedynku z osobą posiadającą stopień przynajmniej instrutorski. Batizado odbywa się zawsze raz w życiu. Każdy następny wyjazd na Batizado nazywany jest Troca de Corda (czyt. troga dżi korda; pol. zmiana sznura). Nowy stopień nadaje Mestre (pol. Mistrz)